# Clive Finlayson
Clive Finlayson, MBE, és un zoòleg i paleontòleg gibraltareny. És l'actual director del Museu de Gibraltar. Una autoritat en els neandertals, el professor Finlayson ha publicat diverses obres, basades principalment en la seva investigació, que inclou excavacions en curs a la cova de Gorham a Gibraltar, l'últim lloc conegut dels neandertals.

## Educació
Nascut a Gibraltar el 15 de gener de 1955, el seu germà gran és Tommy Finlayson. Els Finlaysons són d'ascendència escocesa, però ells han estat al Penyal des del segle xix. Clive Finlayson va ser educat en la Gibraltar Grammar School. Va completar la seva llicenciatura en Zoologia amb honors a la Universitat de Liverpool el 1976. El 1980 es va graduar amb un Doctorat en Filosofia (D.Phil.) en l'Oriel College, Oxford, i més tard va obtenir un Mestratge en Museologia de la Universitat de Leicester.

## Carrera
Poc després d'haver-se graduat, Finlayson es va convertir cada cop més actiu en els cercles locals del patrimoni natural i cultural. Va fundar la Societat Ornitològica i d'Història Natural de Gibraltar (GONHS) el 1978, una organització que va presidir fins a 1992. També va ser un administrador de la Fundació Patrimoni de Gibraltar de 1987 a 1989.
Després d'haver estat el director gerent de l'Agència de Turisme de Gibraltar, va assumir el càrrec de director del Museu de Gibraltar el 1991, que sosté fins ara (juny de 2012) i és també director de la Divisió de Patrimoni de l'Agència de cultura i Patrimoni de Gibraltar.
El 2001, Finlayson va ser nomenat membre del personal del Departament d'Antropologia de la Universitat de Toronto. Va rebre el seu MBE el 2003.
Les seves diverses publicacions inclouen literatura sobre els neandertals i els humans moderns, així com sobre ornitologia, i el seu programa d'investigació inclou excavacions en curs a la cova de Gorham, l'últim assentament conegut dels neandertals, com a part del Projecte de Coves de Gibraltar. En el seu llibre de 2009, Finlayson parla sobre els neandertals i la seva interacció amb l'Homo sapiens, s'estén sobre la idea que érem la mateixa espècie i que l'home modern conté seqüències genètiques que es comparteixen amb els neandertals i la possibilitat de creuament és probable. No obstant això, Finlayson discuteix que pel fet que aquestes seqüències genètiques compartides són comuns a tot el món, llavors és possible que aquests gens siguin compartits a causa del nostre patrimoni comú a Àfrica.
Juntament amb els seus molts papers variats, també s'exerceix com a consultor per al Centre de Patrimoni Mundial de la UNESCO a París.

## Beques i premis
- 1976, receptor del primer David Lack Studentship atorgat per la British Ornithologists 'Union.[4]
- 1990, membre de la Societat Linneana de Londres.[4]
- 2003, guardonat amb l'Ordre de l'Imperi Britànic.[4]